# Jozo Tomašević
Jozo Tomašević (engleski: Jozo Tomasevich, 16. ožujka 1908. – 15. listopada 1994. ) bio je istaknuti hrvatsko-američki ekonomist i vojni povjesničar. Bio je profesor emeritus na San Francisco State sveučilištu.

## Obrazovanje i karijera
Rođen je u selu Košarni Do na poluotoku Pelješcu (danas dio općine Orebić). Tomašević je završio srednju školu u Sarajevu prije odlaska u Švicarsku, na studij, na Sveučilištu u Baselu, gdje je doktorirao ekonomiju 1932. godine. Nakon dobivanja svjedodžbe radio je u Beogradu do 1938. godine, kao financijski stručnjak u Jugoslavenskoj narodnoj banci, kada se preselio u Sjedinjene Američke Države uz potporu Zaklade Rockefeller gdje se je mogao "koristiti bogatim sredstvima Sveučilišta Harvard". U SAD-u, prvo je radio na Prehrambeno-istraživačkom institutu Sveučilišta Stanford kao član njihovoga znanstvenog osoblja. Tijekom Drugoga svjetskog rata bio je također povezan s Odborom za ekonomsko ratovanje i Upravom za i rahabilitaciju Ujedinjenih naroda u Washingtonu, DC. Nakon rata prvo je radio u Saveznoj banci u San Franciscu. Godine 1948. pridružio se San Francisco State Universityju gdje je predavao dvadeset pet godina, do umirovljenja, 1973. godine. Također, podučavao je godinu dana na Sveučilištu Columbia oko 1954. godine. Godine 1974. i 1976. od Američkoga Vijeća učenih društava dobio je stipendije za svoja "poslijedoktorska istraživanja u istočnoeuropskim studijima".

## Znanstveni radovi
Prije 1938. godine, Tomaševićeve publikacije bile su usmjerene na financije Kraljevine Jugoslavije tijekom Velike gospodarske krize (1929.-1933.) U SAD-u, on se najprije usredotočio na ekonomske aspekte međunarodnih odnosa u Tihom bazenu. To je slijedio studijom o "gospodarskim problemima seljaštva Jugoslavije unutar šireg društvenog, političkog i povijesnog okvira" u knjizi iz 1955. godine Peasants, Politics, and Economic Change in Yugoslavia. Kasnih 1950-ih počeo je raditi na planiranoj trilogiji o povijesti Jugoslavije tijekom Drugoga svjetskog rata. Prvi svezak, usmjeren na četnike, pojavio se 1975. godine i bio je "u osnovi, studija o politici, ideologiji i vojnim operacijama, iako uloga ekonomskoga faktora nije previđena". Drugi svezak usredotočio se na kolaboraciju vlada u Jugoslaviji, posebno Nezavisne Države Hrvatske, i objavljen je posmrtno 2001. godine uz uređivanje njegove kćeri Nede. Treći svezak, kojim su obrađeni jugoslavenski partizani, ostao je 75% završen i neobjavljen.
U listopadu 2001. godine, osobna knjižnica Joze Tomaševića poklonjena je Knjižnici sveučilišta Stanford.

## Priznanje
1989. godine, Tomašević i Wayne S. Vucinich primili su nagradu za istaknuti doprinos slavenskim studijima od Udruge za slavenske, istočnoeuropske i euroazijske studije.

## Obiteljski život
1937. godine Tomašević je oženio Nedu Brelić, srednjoškolsku nastavnicu, s kojom je imao troje djece. Ona je preminula 5. srpnja 2002. godine, u dobi od 88 godina.